# Si natura negat, facit indignatio versum
 Si natura negat, facit indignatio versum лат.(изговор: си натура негат фацит индигнацио версум) Ако природа онемогућава, гнушање ствара стих.(Јувенал)

## Поријекло изреке и значење
Ову изреку рекао је римски пјесник и сатиричар Јувенал.

## Значење
Јувенал каже како и човјек без талента у гњеву и муци може да пропјева и напише подругљиве стихове.